# El hombre que ríe (película de 1928)
El hombre que ríe es una película muda estadounidense de 1928 dirigida por el cineasta expresionista alemán Paul Leni. Una adaptación de la novela homónima de Victor Hugo, esta protagonizada por Conrad Veidt como Gwynplaine y Mary Philbin como Dea.

## Sinopsis
Finales del siglo XVII. Un noble orgulloso se niega a besar la mano del despótico rey Jacobo II de Inglaterra, quien ordena a su bufón Barkilphedro deshacerse de él, por lo que será cruelmente ejecutado y su hijo quirúrgicamente desfigurado.

## Reparto
- Conrad Veidt como Gwynplaine.
- Mary Philbin como Dea.
- Brandon Hurst como Barkilphedro.
- Julius Molnar Jr. como Gwynplaine (niño).
- Olga Vladimirovna Baklanova como Duchess Josiana.
- Cesare Gravina como Ursus.
- Stuart Holmes como Lord Dirry-Moir.
- Samuel de Grasse como King James II Stuart.
- George Siegmann como Dr. Hardquanonne.
- Josephine Crowell como Queen Anne Stuart
- Charles Puffy como Innkeeper.
- Zimbo the Dog como Homo el perro-lobo.
- Carmen Costello como La madre de Dea.
- Carrie Daumery como Lady-in-Waiting.
- Nick De Ruiz como Wapentake.
- Louise Emmons como Gypsey hag.
- John George como Dwarf.
- Jack A. Goodrich como Clown.
- Lila LaPon como Featured.
- Torben Meyer como Spy.
- Joe Murphy como Hardquanone's messenger.
- Edgar Norton como Lord High Chancellor.
- Frank Puglia como Clown.

## Influencia

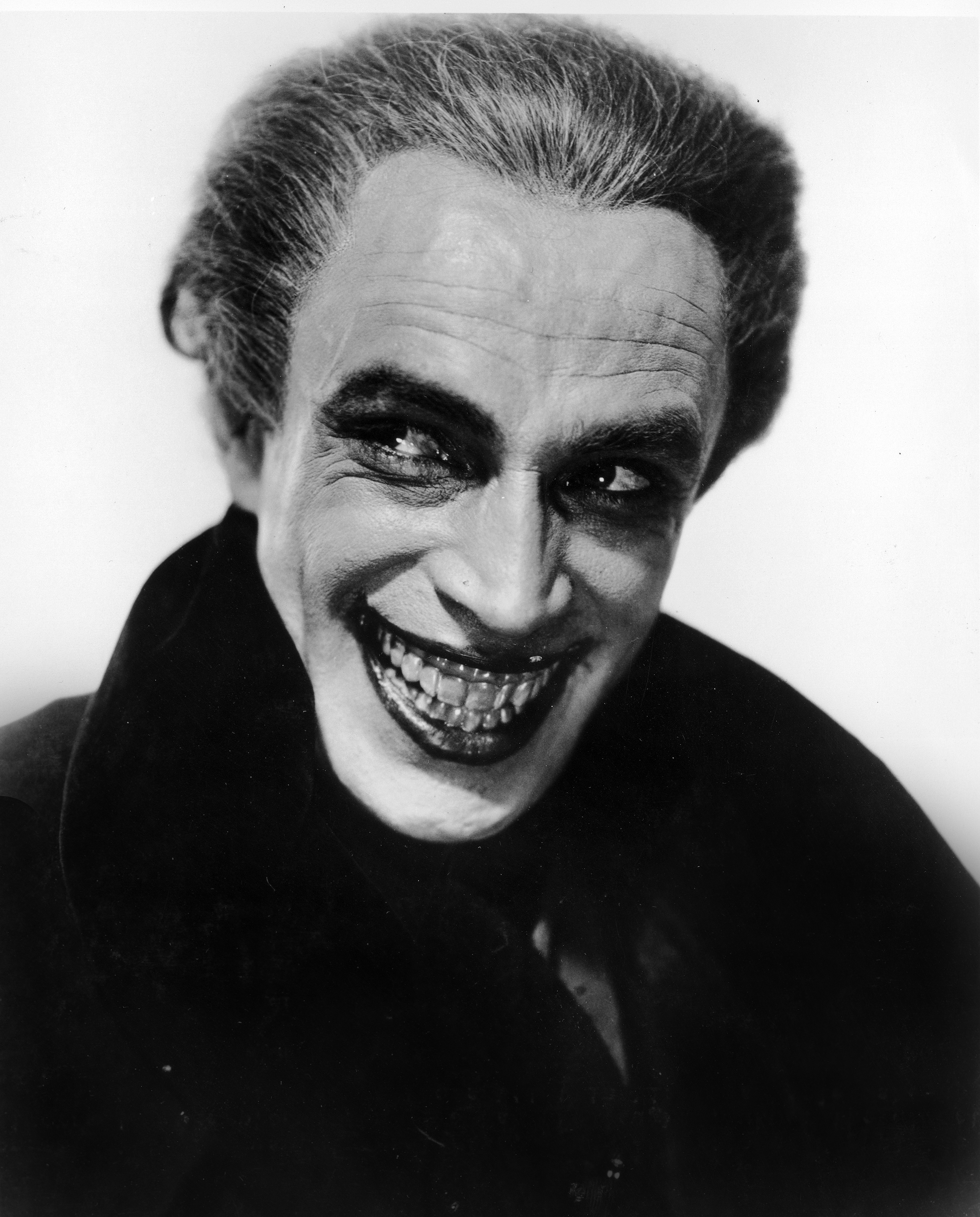
Gwynplaine, interpretado por Conrad Veidt para la película The Man Who Laughs o El hombre que ríe (1928).

En 1940, Bob Kane y Bill Finger adaptaron la imagen de Conrad Veidt encarnando a Gwynplaine para construir la figura del Joker, el archienemigo de Batman.
Muchos otros autores se han inspirado en la película y el personaje a lo largo de la historia y a través de distintos campos. Desde J.D. Salinger en uno de sus cuentos, pasando por el realizador de serie B William Castle, hasta el músico y también realizador Rob Zombie.